# 新井理恵
新井 理恵（あらい りえ、1971年9月14日 - ）は、日本の漫画家。栃木県宇都宮市出身。栃木県立宇都宮南高等学校卒業。血液型はO型。
1990年、『別冊少女コミック』（小学館）11月号増刊に掲載の『ご笑覧ください』でデビュー。
作品中に登場するキャラクターが、しばしばシュールな長台詞でツッコミを入れるのが特徴的。
アマチュア時代、東田正美の名で投稿するほどの車田正美のファンで、それ故か一時期少年誌で作品を発表していた時期もあったが、型にはまった女性キャラを描かないといけないのが嫌で少女向けの雑誌へ戻ったとコメントしている。

## 作品リスト

### 4コマ漫画
オムニバスの4コマ漫画
- × ―ペケ―（1990年12月号 - 1999年1月号、別冊少女コミック、小学館）
- 日常茶番事（小学館キャンバス文庫のしおり、小学館）
- 豆しばばばっ!（2010年5月号 - 2012年3月号、ちゃお、小学館）
  - 豆しばのコミカライズであるが限りなく新井の作風に支配されている、未単行本化、ただしウェブコミックはある。

### ストーリー漫画
- 脳髄ジャングル（1992年8月号 - 1994年7月30日号、デラックス別冊少女コミック、小学館）
  - 第1巻は、「夢の中でぐらいは幸せでいたい」と願う、永井真理（ながい まさみち、通称「まり坊」）が、誤った呪術によって創り出した悪夢枕である「まくらん」と日常を過ごす、エブリデイ・マジックのファンタジー漫画。
  - Vol.2では、夢・希望・感情などが具現化された状態である人型の「夢魔」が、彼の住む森に迷い込んだ「まくらん」と共同生活をする。
- 子供達をせめないで（1996年7月号 - 11月号、きみとぼく、ソニー・マガジンズ）（2001年1月号 - 2002年6月号、WALLFLOWER、幻冬舎コミックス）
  - 裕福な家庭に生まれながらも家族から疎まれ、荒れた生活を送っていた男子高校生睦月が、無垢な女子小学生菜摘と出会う。心に孤独を抱えた2人は互いに惹かれ合うようになるが…。
- 女類男族（おんなるいおとこぞく）（1997年42号 - 1998年11号、週刊ヤングサンデー、小学館）
- タカハシくん優柔不断（2000年5月号 - 2001年3月号、月刊コミックドラゴン、富士見書房 全2巻）
- LOVELESS（2000年6月5日号 - 2002年4月5日号、デラックス別冊少女コミック、小学館）
  - 惚れっぽい渡辺薫香（わたなべ くにか）、無愛想な和田涼子（わだ りょうこ）、幼い容姿の武田優希（たけだ ゆき）の女子高校生3人と、薫香のストーカーである後藤浩之（ごとう ひろゆき）が織り成す学園漫画。
- 甘辛ベビーフード（スーパークロスワード、マガジン・マガジン） - 新井の息子が主人公の実録漫画。
- うまんが（2000年10月号 - 2002年4月号、別冊少女コミック、小学館）（2002年6月号 - 2003年5月号、flowers、小学館）
  - 小学校5年生の少女有馬皐月（ありま さつき）が、同じクラスの安田優駿（やすだ ゆうしゅん）に恋するあまり、馬の姿をした自称妖精の「まくまく」を呼び出したことから始まる、エブリデイ・マジックなファンタジー漫画。著者である新井の趣味が競馬であるので、それに関連したものが多数登場する。
- ろまんが（2003年6月号 - 2008年1月号 、flowers、小学館） - 『うまんが』のスピンオフで、正統な続編。コンチキチが主人公。
- M -エム-（2004年11月号 - 2009年7月号、スピカ、幻冬舎コミックス）
- 机上意思（デスクトップ）マスター（2009年9月号 - 2011年3月号、スピカ、幻冬舎コミックス）
- ヨタ話（2012年9月 - 小学館、デラックスベツコミ、Betsucomiフラワーコミックス）既刊6巻
- 新井理恵劇場 猫山さん（2016年8月 - 小学館、月刊フラワーズ、フラワーコミックスα）既刊3巻[1]
- 日常の秘め事 (デジタルマーガレット、2016年9月23日 - 2019年5月10日)

### 原作付きの漫画化作品
- ケイゾク/漫画（西荻弓絵原作、1999年10月号 - 2000年1月号、月刊少年エース、角川書店）
- 青の炎（貴志祐介原作、2003年、あすかコミックスDX、角川書店）